# Andalusische Trichternetzspinne
Die Andalusische Trichternetzspinne (Macrothele calpeiana), auch als Spanische oder Europäische Trichternetzspinne bekannt, ist eine Webspinne aus der Familie der Macrothelidae. Die Spinne zählt zu den größten Europas, bewohnt hier aber lediglich Italien mitsamt Sardinien und die Iberische Halbinsel. Außerdem kommt die Art in Teilen des Maghrebs vor, wo sie vorzugsweise Eichenwälder, jedoch als Kulturfolger auch menschlich bearbeitete Lebensräume bewohnt. Als einzige Spinnenart ist die Andalusische Trichternetzspinne europaweit geschützt.
Die Andalusische Trichternetzspinne wurde bis 2018 wie alle Arten der Familie der Macrothelidae in die der Hexathelidae gegliedert, ehe die Familie der Hexathelidae in diesem Jahr neu aufgestellt wurde. Die Art legt wie die anderen der Familie ein Trichternetz zum Beuteerwerb an. Weibchen deponieren hier auch ihre Eikokons und ebenso verbleiben die geschlüpften Jungtiere für einige Zeit in den Fangnetzen ihrer Mütter.
Die Andalusische Trichternetzspinne ist dafür bekannt, durch ihren Biss bei Menschen Kreislaufbeschwerden zu verursachen. Dennoch gilt die Art als insgesamt deutlich harmloser als etwa die optisch ähnliche und in Australien verbreitete Sydney-Trichternetzspinne (Atrax robustus), deren Biss beim Menschen deutlich stärkere Symptome hervorrufen kann. Wie die Andalusische Trichternetzspinne wurde auch die Sydney-Trichternetzspinne früher der Familie der Hexathelidae zugeordnet.

## Merkmale

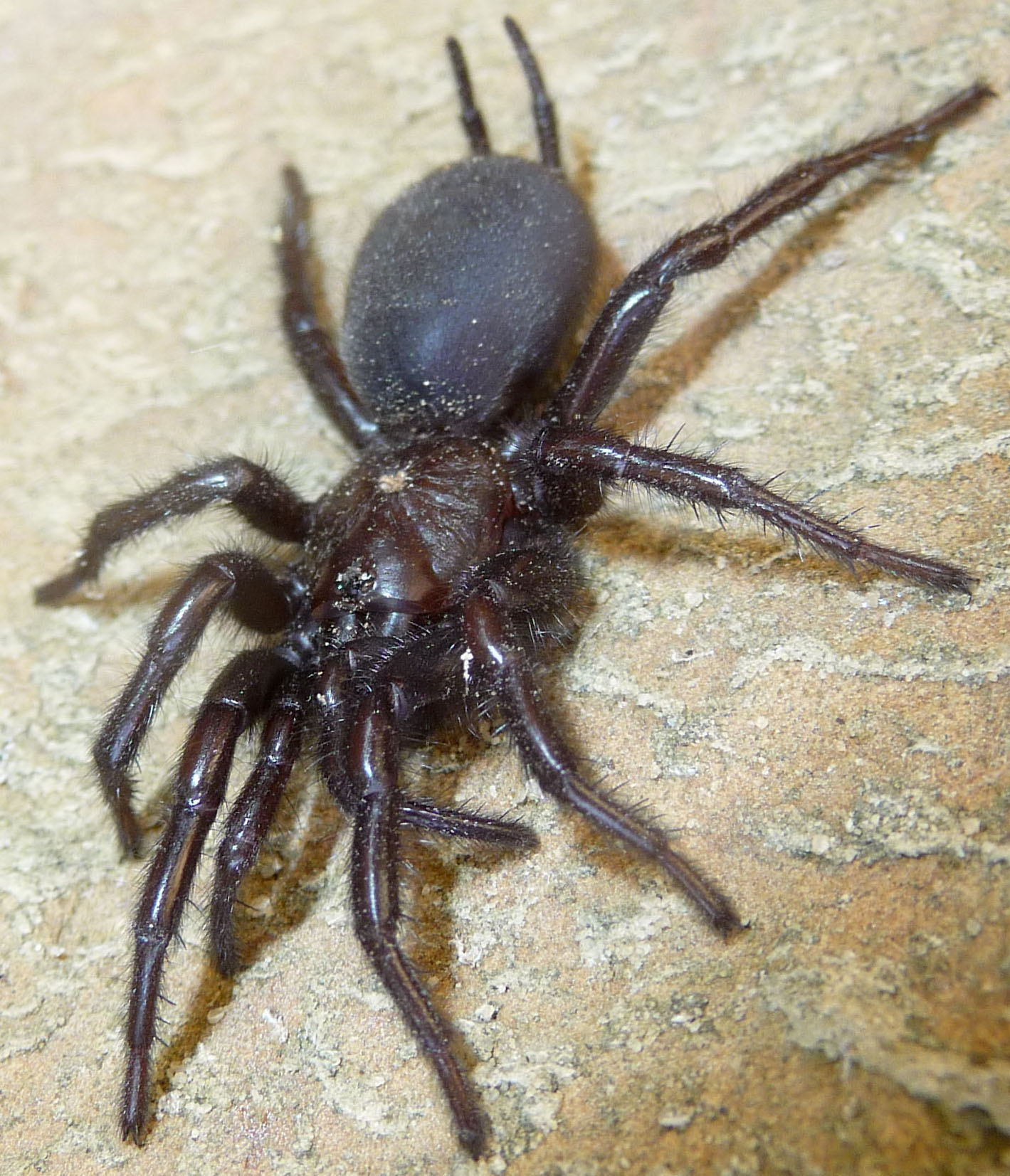
Frontalansicht eines von Milben befallenen Weibchens

Das Weibchen der Andalusischen Trichternetzspinne erreicht eine Körperlänge von 28,2 bis 34,7 Millimetern und das Männchen eine von 20,3 bis 26,8 Millimetern (ohne die Spinnwarzen). Mit diesen Maßen zählt die Art zu den größten in Europa vorkommenden Spinnen. Der Körperbau entspricht dem anderer Vertreter der Gattung Macrothele.

### Sexualdimorphismus
Die Andalusische Trichternetzspinne weist wie viele Spinnen einen ausgeprägten Sexualdimorphismus (Unterschied der Geschlechter) aus, der sich vor allem bei der Gestalt und Größe der Geschlechter bemerkbar macht.

#### Männchen

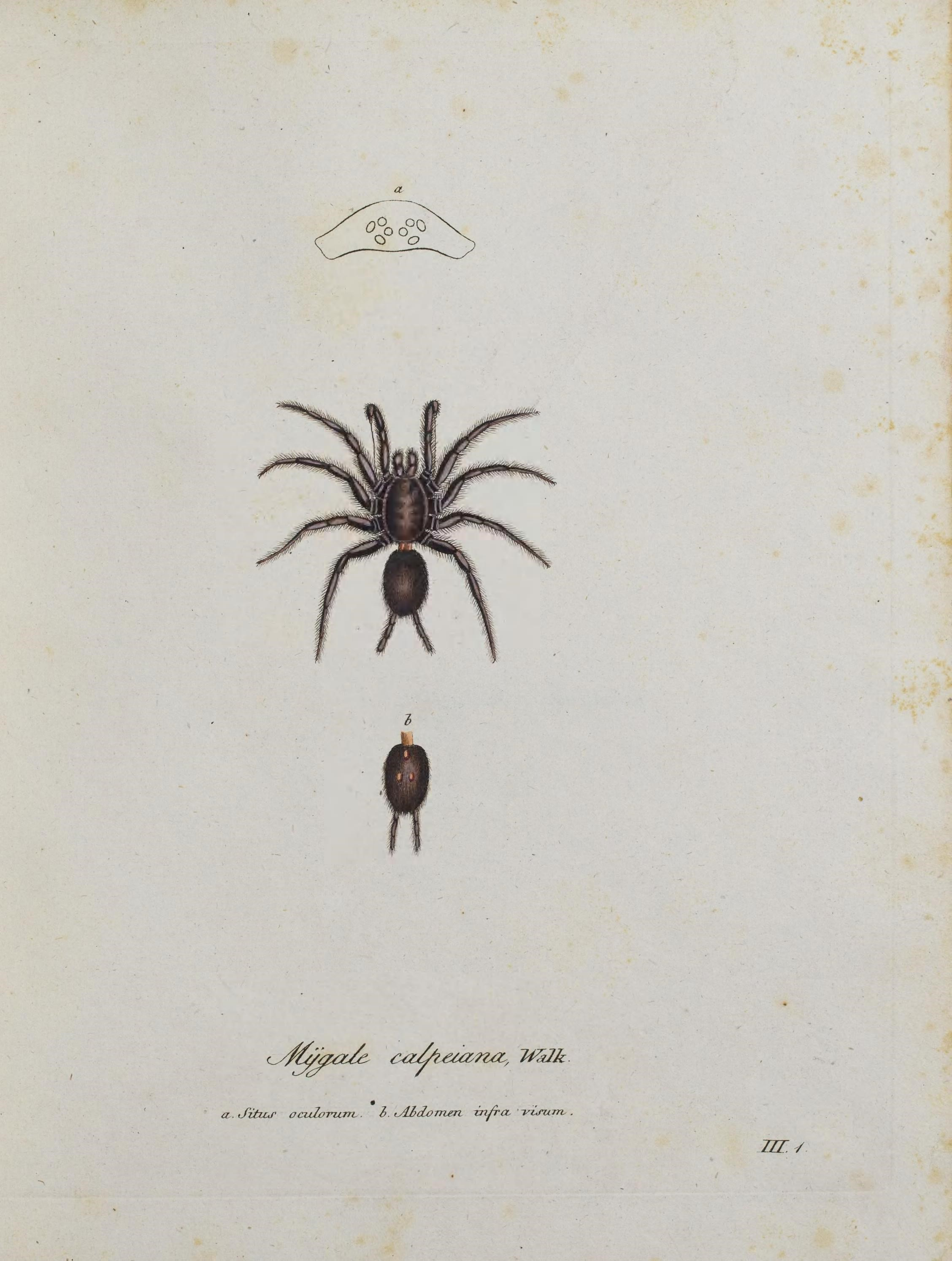
Illustration eines Männchens, Ausschnitt aus Monographia Aranearum = Monographie der Spinnen von Carl Wilhelm Hahn (1820)

Das Männchen der Andalusischen Trichternetzspinne verfügt über eine schwarze Grundfärbung. Bei Konversierung verblasst die Färbung der Spinne jedoch zu einem Dunkelbraun (bei Weibchen schneller als bei Männchen).
Der Carapax (Rückenschild des Prosomas, des Vorderkörpers) besitzt beim Männchen eine Länge von 8,8 bis 10,4 und eine Breite von 7,6 bis 8,4 Millimetern, womit das Verhältnis zwischen Länge und Breite 1,2 zu 1 beträgt. Er besitzt eine dunkelbraune Farbgebung, die von mehreren von der Fovea (Apodem) ausgehenden Streifen unterbrochen wird, die wiederum mit spärlichen, feinen und schwarzen chitinisierten Setae (Haaren) bedeckt werden. Sowohl die Streifen als auch der hintere Rand des Carapax weisen eine weitere weniger dichte Bedeckung von schwach strukturierten und blasseren Setae auf. Die Fovea selber ist als eine offene kreisförmige Grube gebaut. Zusätzlich zu diesen Setae befinden sich noch einige Borsten im Bereich der zentralen Längslinie der Fovea und dem Augenbereich, der bei der Andalusischen Trichternetzspinne kaum angehoben ist. Sollte der für Vogelspinnenartige typische Augenhügel sehr niedrig ausgebildet sein, nimmt er lediglich 0,3 Kopfbreiten ein. Die Augen sind wie bei anderen dieser Unterordnung angehörigen Spinnenarten in zwei hintereinander gegliederte Reihen aufgeteilt, die je vier Augen beinhalten. Dabei ist die vordere Augenreihe gerade verlaufend, während die hintere leicht zurückgebogen ist. Die Augen sind mit Ausnahme der kreisrunden hinteren Mittelaugen eher ovalförmig, wobei die vorderen Mittelaugen einen sehr variablen Formaufbau haben können. Die hinteren Seitenaugen sind größer als die übrigen sechs Augen. Das Größenverhältnis der vorderen Mittel- und Seitenaugen steht im Verhältnis von 1 zu 1,7 zueinander. Die Abstände zwischen den vorderen Mittelaugen zueinander beträgt 2,8 und der der vorderen Mittel- und Seitenaugen beträgt 1,3 Millimeter, während sich der Abstand letzter Augen zu den hinteren Seitenaugen auf 2,1 Millimeter beläuft. Der Abstand der hinteren Mittel- und Seitenaugen beträgt einen und der zwischen den beiden hinteren Mittelaugen selber beträgt 8,8 Millimeter.
Die Cheliceren (Kieferklauen) besitzen wie bei Vogelspinnenartigen üblich kein Rastellum (Anreihung von Stacheln) und sind distal (seitlich) mit langen schwarzen Setae bedeckt. Die Rillen der Cheliceren verfügen promarginal (innen vorderseitig) über 10 bis 14 große Zähne, deren Größe jedoch variieren kann. Retromarginal (innen rückseitig) gibt es außerdem eine weitere Ansammlung aus 10 bis 20 kleineren Zähnen oder Dentikel (zahnähnliche Gebilde), die in einer unregelmäßigen basalen (an der Grundfläche gelegenen) Reihe angeordnet sind. Das Labium (eine durch Sklerotin verhärtete Platte zwischen den Maxillen und vor dem Sternum) ist mit etwa 140 bis 160 Höckern versehen und durch ein Sigillum (kreisförmige Vertiefung bei einem internen Muskel) mit dem Sternum verbunden. Die Maxillen (modifizierte Coxen der Pedipalpen) haben innerseits zahlreiche Höcker. Das Sternum (Brustschild des Prosomas) ist von ovaler Form und erreicht seine höchste Breite im Bereich zwischen dem zweiten und dem dritten Beinpaar. Das Verhältnis der Länge und der Breite des Sternums beträgt eins zu 0,9. Das Sternum ist außerdem mit mehreren dunklen und aufrecht stehenden Setae versehen. Überdies sind wie bei Spinnen der Familie der Macrothelidae üblich drei Paar Sigillen vorhanden. Das hintere Paar ist darunter das größte und das vorderste das kleinste und der Abstand aller Paare zum Rand ist mit ihrer eigenen Länge identisch. Am Sternum befinden sich neun bis 12 Lyraförmige Organe.
Das vierte Beinpaar ist das längste, während das dritte das kürzeste ist. Die beiden mittleren Beinpaare sind gleich lang. Die Beinformel lautet somit 4, 1=2, 3. Die Coxen (Schenkel) des ersten Beinpaares trägt eine große Ansammlung modifizierter und paddelförmiger Stacheln, die zusammen mit einer Reihe kurzer, zapfenartiger Stacheln auf der Rückseite der Trochanter (Schenkelringe) der Pedipalpen (umgewandelte Extremitäten im Kopfbereich) ebenfalls als Lyraförmige Organe dienen. Die Femora (Schenkel) ist dicht mit langen, feinen und liegend positionierten Setae bedeckt. Anders als bei anderen Vogelspinnenartigen sind hier an den Tibien (Schienen) des ersten Beinpaares beim Männchen keine Apophysen (chitinisierte Fortsätze) vorhanden. Die Tarsen (Fußglieder) aller Beine sind mit einer eher spärlichen Scopula (Bedeckung spezieller Hafthaare) versehen, die sich je bis zum distalen Ende der Metatarsen (Fersenglieder) erstreckt.
Die Grundfärbung des Opisthosomas (Hinterleib) fällt dunkelgrau aus, besitzt allerdings einen violetten Farbstich. Dorsal trägt es drei Paare stark ausgeprägter und rötlich gefärbter Punkte. Das gesamte Opisthosoma ist mit schwarzen Setae bedeckt, dazwischen befinden sich kürzere feine Setae. Der ventrale Bereich, wo beim Weibchen die Epigyne befindlich ist, ist auf beiden Seiten durch einen schmalen Längsbereich der Sklerotisierung gekennzeichnet, der anterior abgeschwächt ist. Auch der Bereich zwischen diesen ist leicht sklerotisiert.

## Vorkommen
Das Verbreitungsgebiet der Andalusischen Trichternetzspinne umfasst zwei Gebiete in Europa und in Afrika. Im letztgenannten Kontinent bewohnt sie die Länder Marokko und Algerien, in Europa besiedelt die Art ein deutlich kleineres Gebiet im Süden Spaniens und Portugals. Sie ist darüber hinaus eine von nur zwei Arten der Familie, die auf dem europäischen Kontinent vertreten sind. Die andere ist die nah verwandte und auf Kreta endemische Art Macrothele cretica. Im nördlichen Teil Italiens wurde die Spinne eingeschleppt und auch in anderen Teilen Europas scheint sich die Art auszubreiten, jedoch keine festen Populationen aufzubauen.

### Lebensräume
Die Andalusische Trichternetzspinne bewohnt überwiegend schattige Gelände, darunter etwa Korkeichen- und Pinienwälder. Gelegentlich werden auch passende Gebiete angenommen, die von Menschenhand umgestaltet wurden, darunter etwa Deponien.

### Bedrohung und Schutz
Die Andalusische Trichternetzspinne ist als einzige Spinnenart nach der Fauna-Flora-Habitat-Richtlinie europaweit geschützt. Der Grund dafür ist das kleine Verbreitungsgebiet und der Rückgang ihrer Lebensräume.

## Lebensweise

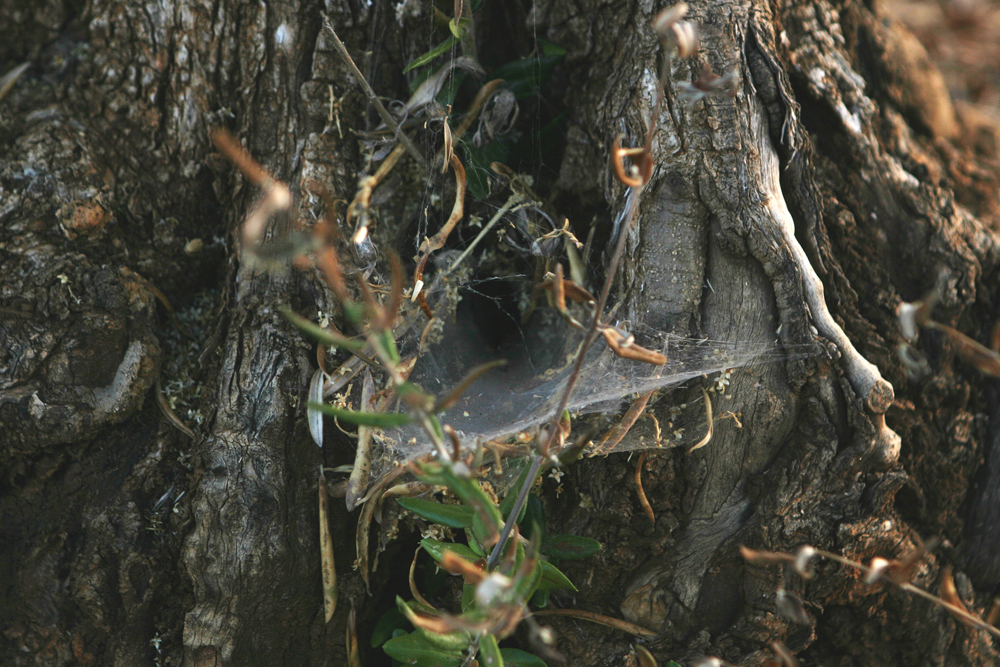
Fangnetz der Andalusischen Trichternetzspinne

Die Andalusische Trichternetzspinne baut wie die anderen Vertreter der Familie und ähnlich wie die nicht näher verwandten Winkelspinnen ein flach ausgebreitetes Fangnetz, das sich nach hinten zu einer trichterförmigen Wohnröhre verjüngt. Tagsüber versteckt sich die Spinne bevorzugt in dieser, nachts hingegen hält sie sich gern am Anfang der Röhrenmündung auf. Das Fangnetz wird oft an verschiedenen Bäumen und auch gerne in beachtlichen Höhen angelegt. Es wurden Fangnetze gesichtet, die in zwei Metern Höhe angelegt wurden. Nicht selten sieht man auch Fangnetze anderer Exemplare in unmittelbarer Nähe. Als Beutetiere kommen bevorzugt diverse Gliederfüßer in Frage, die auf dem Netz landen. Wie bei anderen Spinnen, die mithilfe eines Trichternetzes Beute fangen, kommt die Andalusische Trichternetzspinne aus ihrer Wohnröhre, sobald ein passendes Beutetier auf der Netzdecke landet, packt die Beute mit den Cheliceren und zieht sich anschließend mit der Beute, in die bereits Gift injiziert wurde, in die Netzröhre zurück, um das Beutetier dort zu verdauen.

### Fortpflanzung

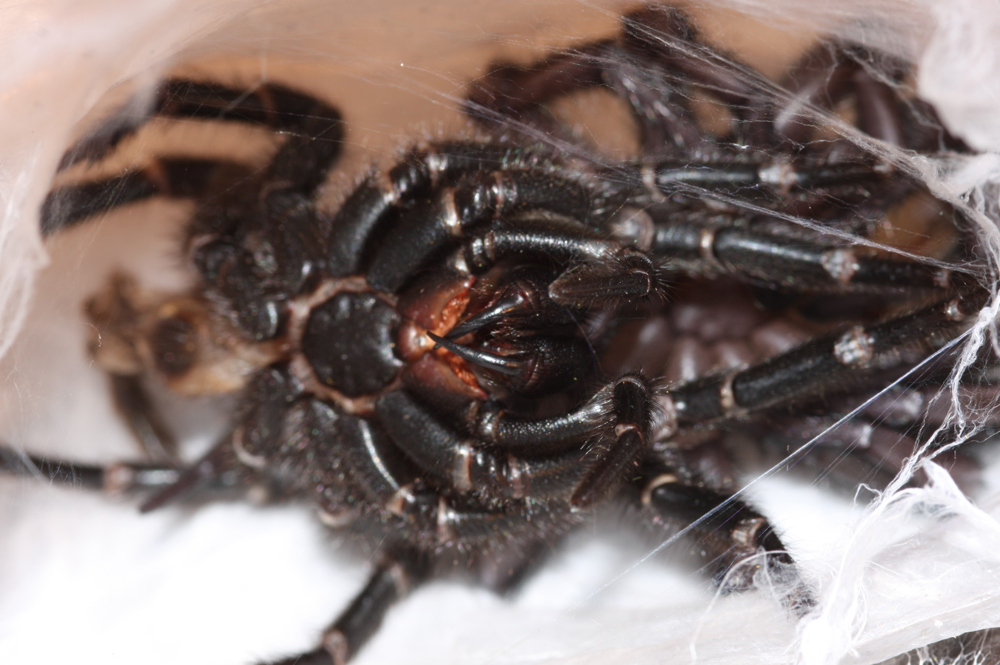
Weibchen mit abgeworfenem Exoskelett nach einer Häutung.

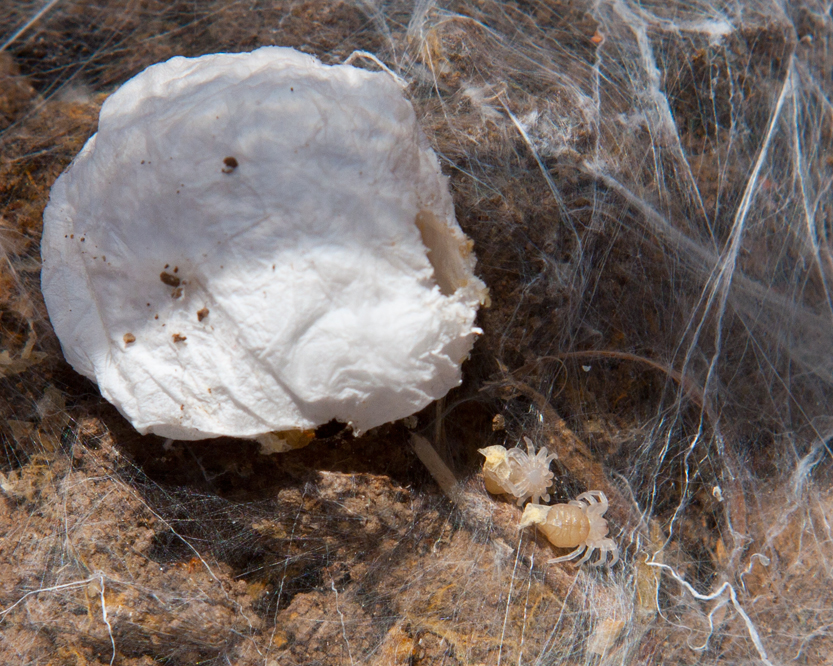
Kokon und geschlüpfte Jungtiere der Andalusischen Trichternetzspinne

Das Fortpflanzungsverhalten der Andalusischen Trichternetzspinne wurde untersucht, ist aber noch nicht vollständig geklärt. Wenn ein Weibchen ein paarungswilliges Männchen auf seinem Netz bemerkt, richtet es sich auf und nimmt eine Stellung ein, die der typischen Drohstellung gleicht. Das Männchen antwortet mit derselben Geste. Dies dient dazu, dass beide Tiere die für Vogelspinnenartige typische Paarungsstellung einnehmen können, die im beobachteten Fall etwa nach 30 Sekunden eintrat. Bei dieser presst das Männchen die Tarsen und Metatarsen des ersten Beinpaares gegen das Sternum und die geschlossenen Cheliceren des Weibchens und die Tibien sowie die Metatarsen des zweiten Beinpaares des Männchens gegen die Femora des zweiten Beinpaares des Weibchens. Es wird vermutet, dass beide Geschlechtspartner zuvor mittels Stridulation miteinander kommunizierten. Anschließend führte das Männchen seine Bulbi in die Egipyne des Weibchens. Die Paarung dauerte bei den Untersuchungen zwischen 30 und 120 Sekunden. Danach trennte sich das Männchen mit erhobenen Pedipalpen langsam vom Weibchen und behielt mit mindestens einem Bein des vorderen Beinpaares den Körperkontakt zum Weibchen bei, ehe es versuchte, zu flüchten und dabei vom Weibchen verfolgt wurde. Die Paarungszeit der Andalusischen Trichternetzspinne scheint mit der Aktivitätszeit der Männchen einherzugehen. Sie dauert von Februar bis Juni. Weibchen sind ganzjährig anzutreffen. Ab Juli wurden in freier Wildbahn auch Weibchen mit Eikokons und Jungtieren im eigenen Netz gesichtet. Der Kokon der Andalusischen Trichternetzspinne ist von runder Form und weißer Farbe und hat einen Durchmesser von etwa einem Zentimeter. Der Kokon wird vom Weibchen mit den Cheliceren getragen und tagsüber oftmals gegen das Sonnenlicht gehalten. Auffällig war bei Beobachtungen eine stärkere Grabaktivität und ein weiterer Ausbau des Fangnetzes eines Weibchens mit Kokon, was vermutlich zum Schutz und zur Abschreckung von Ameisen dienen sollte. Die Jungtiere wachsen im Netz der Mutter auf, ehe diese selbstständig werden. Ausgewachsene Exemplare der Andalusischen Trichternetzspinne können ganzjährig angetroffen werden.

### Natürliche Feinde

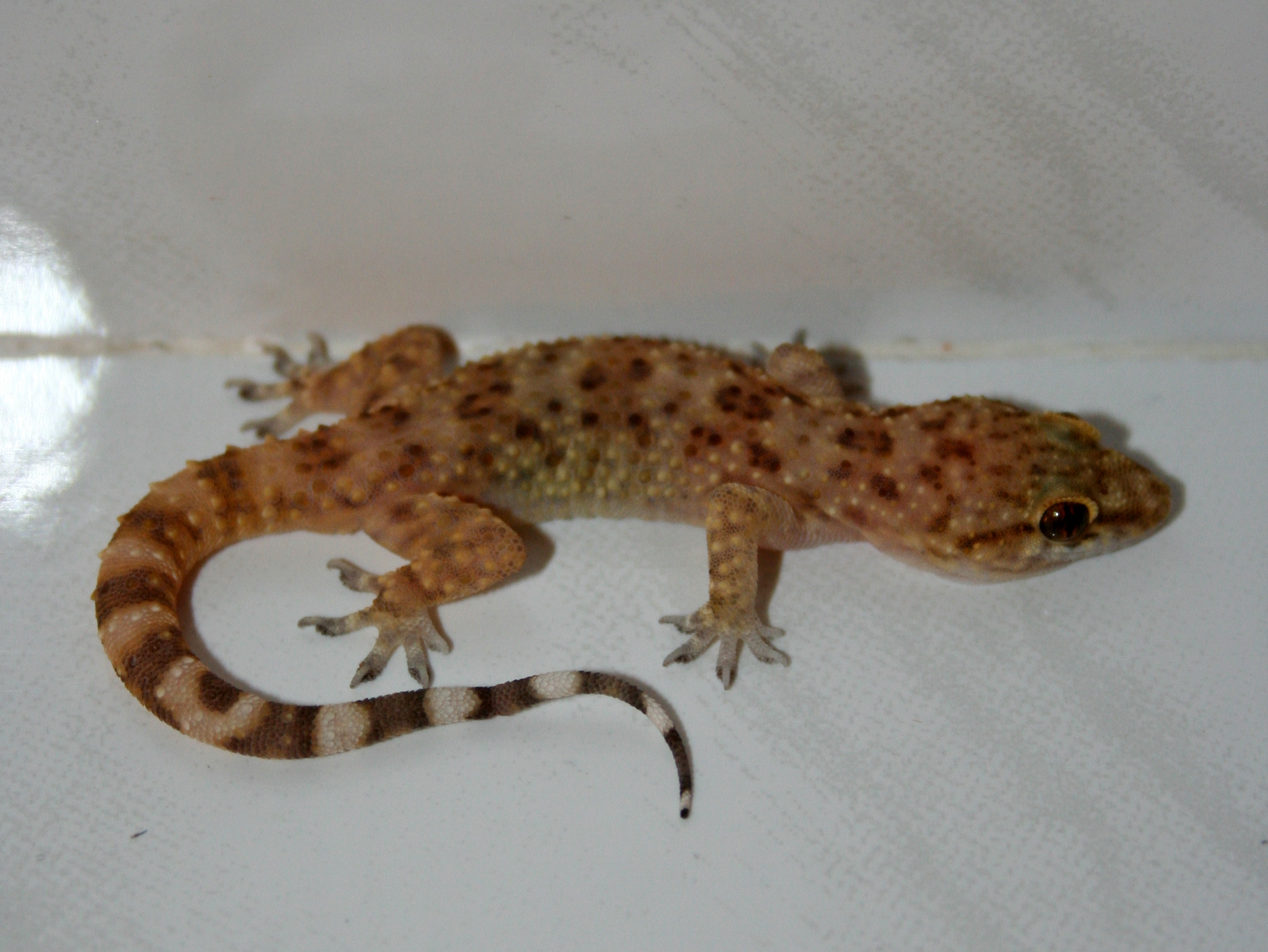
Der Europäische Halbfinger (Hemidactylus turcicus) zählt zu den häufigeren Fressfeinden der Andalusischen Trichternetzspinne.

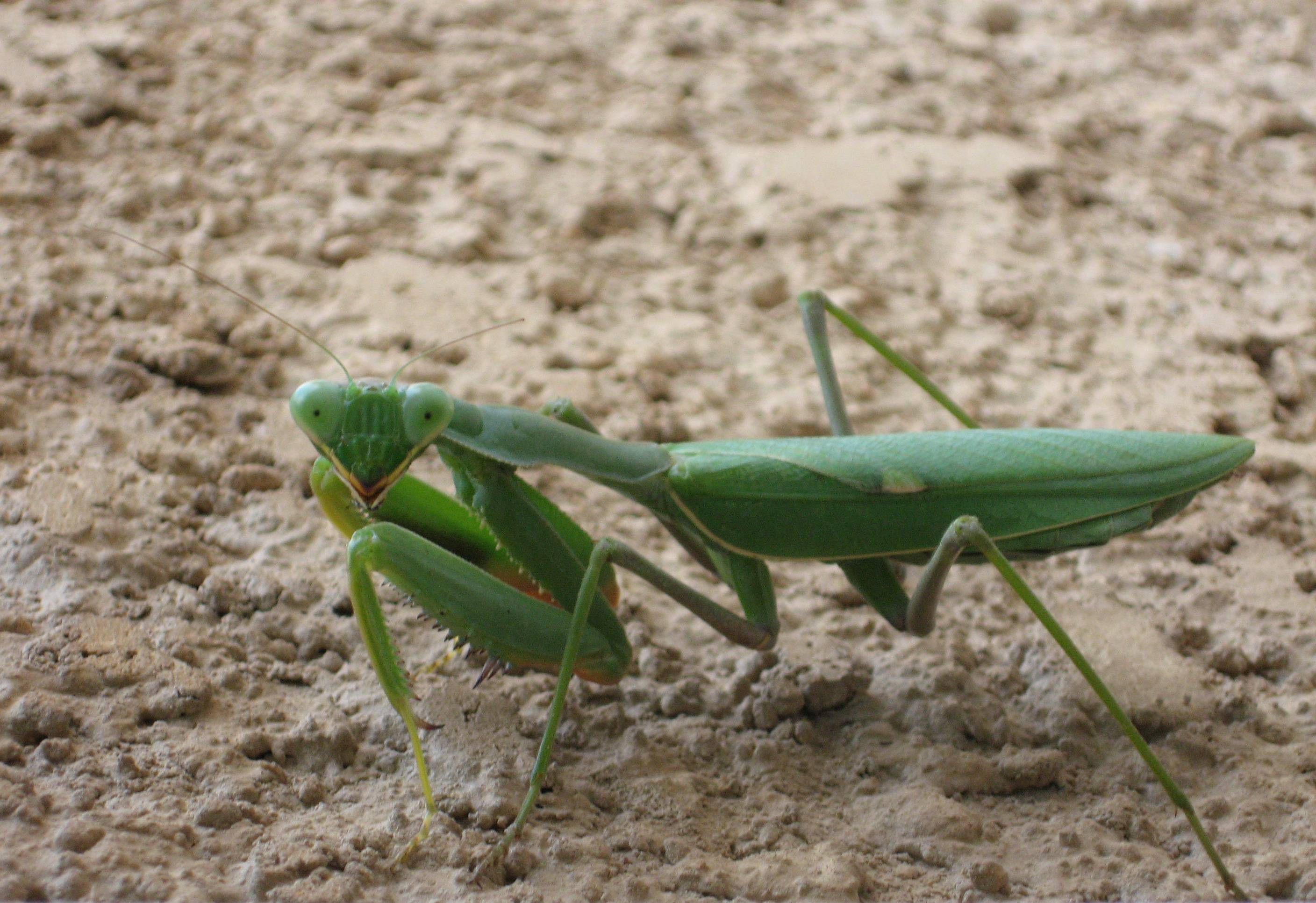
Größere räuberisch lebende Arthropoden wie die Afrikanische Riesengottesanbeterin (Sphodromantis viridis) können der Andalusischen Trichternetzspinne ebenfalls nachstellen.

Als Feinde der Andalusischen Trichternetzspinne kommen Wirbeltiere, die den gleichen Lebensraum bevorzugen, etwa der Europäische Halbfinger (Hemidactylus turcicus) oder die Amsel (Turdus merula) in Frage. Fressfeinde unter den Gliederfüßern wären etwa andere ähnlich große Spinnen, darunter einige Wolfsspinnen, oder auch größere Raubinsekten wie Fangschrecken. Die Andalusische Trichternetzspinne wird außerdem gelegentlich von parasitären Milben der Gattung Androlaelaps befallen.

## Bissunfälle und Giftigkeit

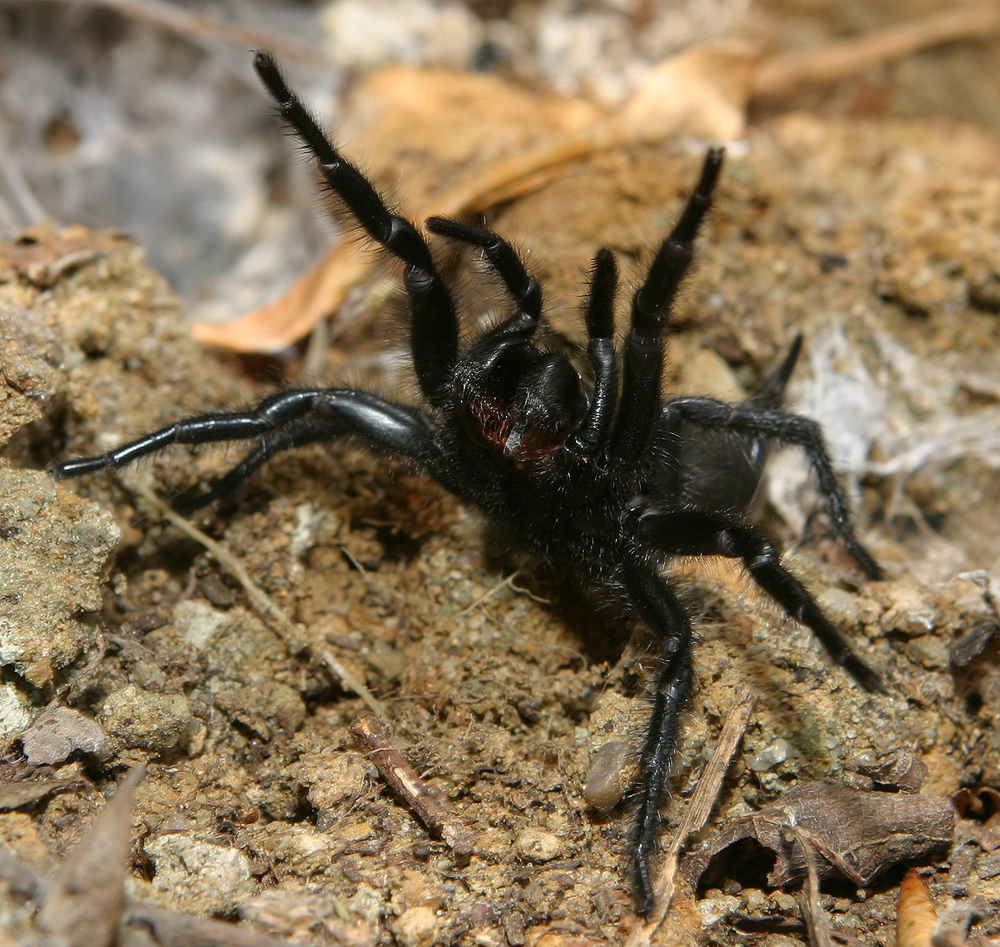
Drohstellung eines Weibchens

Der Biss der Andalusischen Trichternetzspinne gilt als recht schmerzhaft und kann Kreislaufbeschwerden verursachen. Verglichen mit anderen Spinnen, etwa der Sydney-Trichternetzspinne, ist die Andalusische Trichternetzspinne allerdings weniger gefährlich. Die Aggressivität der Art ist ebenfalls eher gering, jedoch ist bei Weibchen, die einen Eikokon bewachen, eine gesteigerte Aggressivität zu beobachten. Sollte sich ein Exemplar der Andalusischen Trichternetzspinne bedroht fühlen, richtet es sich auf und nimmt die für Vogelspinnenartige typische Drohgebärde ein (siehe Bild der Drohstellung). Ein Biss der Spinne kann erfolgen, sollte diese weiterhin provoziert werden.

## Systematik
Erstbeschreiber Charles Athanase Walckenaer gab der Andalusischen Trichternetzspinne 1805 die Bezeichnung Mygale calpeiana. Unter Tord Tamerlan Teodor Thorell erhielt die Art 1870 die Bezeichnung Diplura calpeiana. Anton Ausserer führte die Andalusische Trichternetzspinne 1871 unter dem Namen Macrothele calpetana sowie unter dem Synonym Macrothele luctuosa. Durch Rowley G. Snazell setzte sich ab 1986 die heutige Bezeichnung Macrothele calpeiana durch.